# Oliver (traghetto)
L'Oliver è un traghetto appartenente alla compagnia di navigazione croata Jadrolinija.

## Caratteristiche
Costruito con il nome di Ferry Tsurugi (フェリーつるぎ) per la compagnia Nankai Ferry, il traghetto è stato varato nel 1997 dal cantiere navale Usuki Shipyard di Usuki (Giappone). 
Si tratta di un convenzionale traghetto ro/ro misto per servizi domestici in grado di accogliere 470 passeggeri; non dispone di sistemazioni in cabina ma esclusivamente di due sale poltrone. La capacità del garage è di circa 312 metri lineari, equivalenti a 78 automobili o 39 semirimorchi; è presente la celata di prua apribile per facilitare l'accesso al garage.

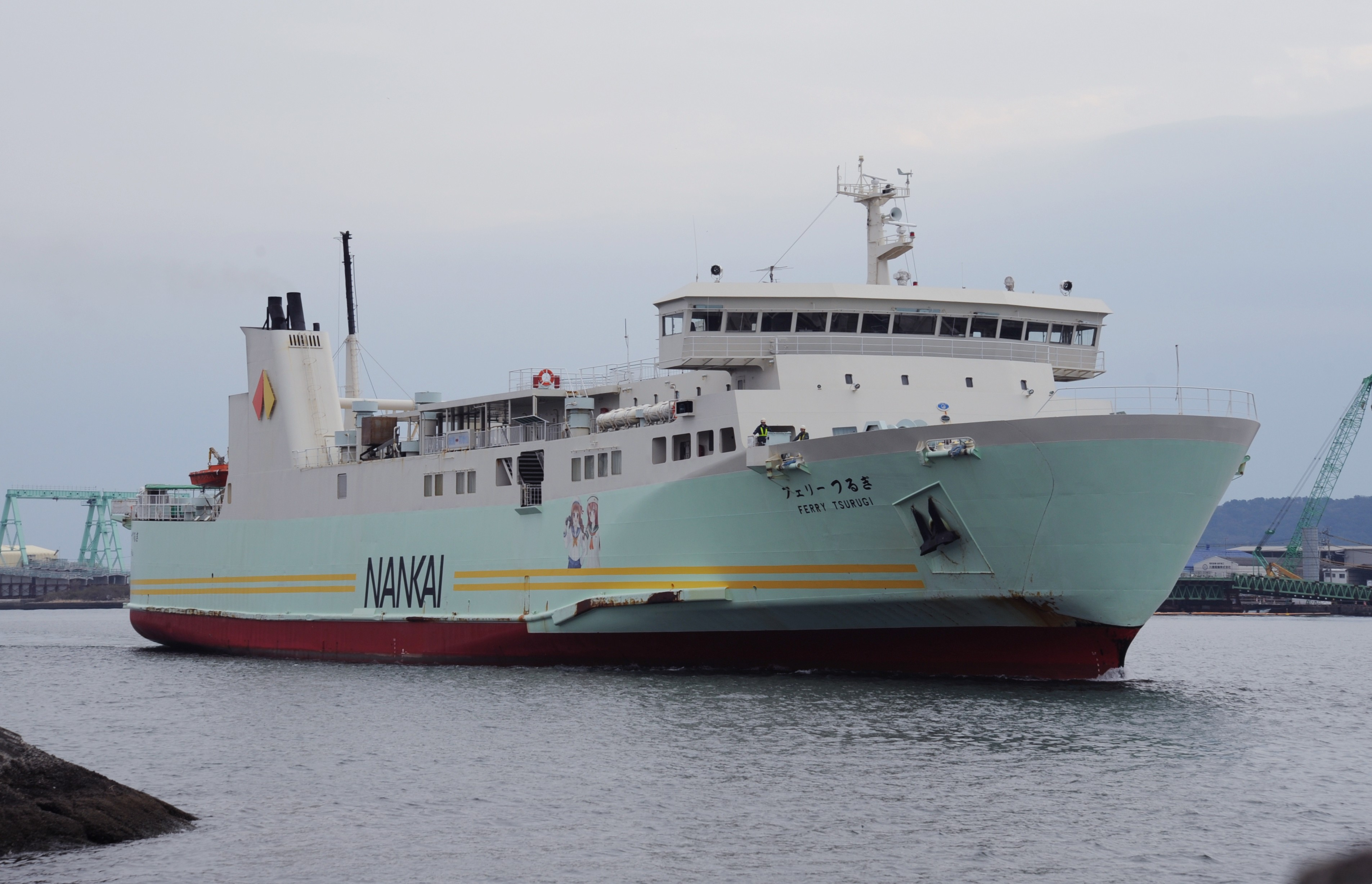
Il Ferry Tsurugi nel 2019

La nave è equipaggiata con una coppia di motori Niigata 6MG41HX in grado di erogare una potenza pari a 10.800 cavalli (7943 kW) e di spingerla ad una velocità massima di 21,6 nodi.

## Servizio
Messo in servizio come Ferry Tsurugi (フェリーつるぎ), il traghetto è stato impiegato dalla Nankai Ferry sulla rotta Wakayama-Tokushima fino all'inizio del 2020, quando è stato venduto alla società greca Kerkyra Seaways per essere impiegato sulla rotta Igoumenitsa-Corfù-Passo, lasciando definitivamente il Giappone il 6 febbraio dello stesso anno.
La nave, nel frattempo rinominata Hermes, ha svolto servizio sulla tratta sopra menzionata per quattro stagioni estive; nell'autunno del 2023 è stata acquistata dalla compagnia croata Jadrolinija al fine di sostituire l'anziano Lastovo (costruito nel 1969) sulla rotta Spalato-Vallegrande-San Pietro di Lagosta. Dapprima rinominato Vela Luka, il traghetto è stato in seguito rinominato Oliver in onore del noto cantautore Oliver Dragojević e successivamente messo in servizio il 19 maggio 2024 dopo un ciclo di lavori presso il cantiere navale Viktor Lenac di Fiume.

## Navi gemelle
- Ferry Katsuragi (フェリーかつらぎ)